# Rushville (Missouri)
Rushville és una població dels Estats Units a l'estat de Missouri. Segons el cens del 2000 tenia 280 habitants.

## Demografia
Segons el cens del 2000, Rushville tenia 280 habitants, 113 habitatges, i 78 famílies. La densitat de població era de 470 habitants per km².
Dels 113 habitatges en un 34,5% hi vivien nens de menys de 18 anys, en un 54% hi vivien parelles casades, en un 7,1% dones solteres, i en un 30,1% no eren unitats familiars. En el 25,7% dels habitatges hi vivien persones soles el 12,4% de les quals corresponia a persones de 65 anys o més que vivien soles. El nombre mitjà de persones vivint en cada habitatge era de 2,48 i el nombre mitjà de persones que vivien en cada família era de 2,99.
Per edats la població es repartia de la següent manera: un 27,5% tenia menys de 18 anys, un 9,3% entre 18 i 24, un 27,5% entre 25 i 44, un 20,7% de 45 a 60 i un 15% 65 anys o més.
L'edat mediana era de 36 anys. Per cada 100 dones de 18 o més anys hi havia 93,3 homes.
La renda mediana per habitatge era de 31.875 $ i la renda mediana per família de 36.071 $. Els homes tenien una renda mediana de 26.563 $ mentre que les dones 18.839 $. La renda per capita de la població era de 15.147 $. Entorn del 8% de les famílies i l'11,2% de la població estaven per davall del llindar de pobresa.

## Poblacions més properes
El següent diagrama mostra les poblacions més properes.